# Kitchinganomodon
Kitchinganomodon es un género extinto de dicinodonto del Pérmico superior (Wuchiapingiense) de Sudáfrica.